# La Chapelle-Laurent
La Chapelle-Laurent é uma comuna francesa na região administrativa de Auvérnia-Ródano-Alpes, no departamento de Cantal. Estende-se por uma área de 26,6 km². Em 2010 a comuna tinha 261 habitantes (densidade: 9,8 hab./km²).